# Titus Andronicus
Pour les articles homonymes, voir Titus Andronicus (homonymie), Titus et Andronicus.
Titus Andronicus (ou La Très Lamentable Tragédie romaine de Titus Andronicus, en anglais The Most Lamentable Romaine Tragedy of Titus Andronicus) est peut-être la première tragédie de William Shakespeare et certainement sa plus sanglante. Elle décrit un cycle de vengeance qui oppose Titus, général romain imaginaire, à son ennemie Tamora, reine des Goths. À partir du XVIIIe siècle, cette pièce a été un peu délaissée. En effet, à l'instar de T. S. Eliot, nombreux étaient ceux qui jugeaient que « Titus Andronicus est une des pièces les plus stupides que l'on ait jamais écrites » (Selected Essays, 1917-1932). Cette aversion se fondait  sur l'horreur de l'horreur et le rejet d'un supposé Grand Guignol.

## Personnages principaux
- Titus Andronicus, général romain notoire.

- Lucius, fils aîné de Titus.

- Marcus, frère de Titus.

- Saturninus, empereur.

- Bassianus (ou Bascianus), frère cadet de Saturninus.

- Lavinia, fille de Titus, fiancée de Bassianus.

- Quintus et Martius, fils de Titus.

- Tamora, reine des Goths, puis impératrice.

- Aaron, maure, amant de Tamora.

- Chiron et Demetrius, fils cadet et benjamin de Tamora.

## Autres personnages nommés
- Alarbus, fils aîné de Tamora.

- Publius, fils de Marcus.

- Le jeune Lucius, fils de Lucius.

- Æmilius.

## La pièce
Il n'existe aucune source fiable permettant de dater la rédaction ou la première production de la pièce, aussi les spécialistes en sont-ils réduits aux hypothèses. Le style de certaines scènes ne témoigne pas de la même maîtrise que celui des pièces de la maturité et suggère une œuvre de jeunesse, tandis que les analogies avec d'autres pièces élisabéthaines en vogue à la fin des années 1580 (notamment les scènes de violence, de cannibalisme, de mutilation, de viol, de désespoir et de folie) incitent à croire qu'elle a pu être rédigée au début des années 1590 et qu'elle s'est jouée pour la première fois vers 1593 ou 1594.
Le caractère sanglant de la pièce, inspiré du théâtre de Sénèque, renchérit sur celui des œuvres de ses collègues et rivaux, Christopher Marlowe et Kyd, notamment Tamburlaine, le Juif de Malte ou La Tragédie espagnole.
Le texte fut publié cette même année dans une édition anonyme. Ce fut le plus grand succès public de Shakespeare, longtemps rejoué et traduit en allemand par des compagnies itinérantes. Bien plus tard, lorsque la diplomatie de Jacques Ier d'Angleterre tâchera de faire oublier ce parti-pris anti-catholique, le mélange d'horreur et de pathétique sera déclaré non conforme aux canons du goût classique. Les multiples mutilations des personnages et situations excessivement morbides choquèrent ensuite les critiques romantiques, après avoir ravi le grand public. La pièce a pour cela longtemps été considérée comme mineure dans l'œuvre shakespearienne, voire apocryphe[réf. souhaitée].
La pièce a la particularité de ne pas être centrée autour du rôle-titre, comme le seront Hamlet, ou Lear. Titus, mais aussi son frère Marcus, Tamora, la reine des Goths, Aaron, son amant maure, sont autant de points de vue sur cette sombre affaire de vengeances entrelacées. Titus, le vieux général blasé, contemple et organise sa catastrophe avec les vertiges de Lear sur la falaise[Quoi ?], sans qu'on puisse décider jamais s'il est entièrement fou ou possédé par la cruelle raison du stoïcisme sénéquien. Marcus est un insondable commentateur des événements, ou le pire des pervers, organisateur de ces crimes en série. Tamora est une reine barbare de grande allure, une mère complice de fils délinquants, une amante capiteuse, une chipie sadique, une joueuse effrénée dans la conquête du pouvoir, jusqu'à la mort. Aaron, athée, immoral et comploteur s'avère finalement le seul capable d'un sentiment humain véritable, donner sa vie pour sauver celle de son fils, alors que la pièce ne cesse de donner le triste spectacle de relations filiales malmenées. C'est ce personnage qui offre le bouquet final de poésie, les vers les mieux balancés de pensées profondes et lucides, avant que tombe le rideau.[Information douteuse]
Titus Andronicus a retrouvé sa justification au XXe siècle, grâce par exemple à la mise en scène marquante de Peter Brook en 1955, avec Laurence Olivier et Vivien Leigh. Cette pièce, dit Peter Brook, « parle des émotions les plus modernes – de la violence, la haine, la cruauté, la souffrance. »

## Intrigue

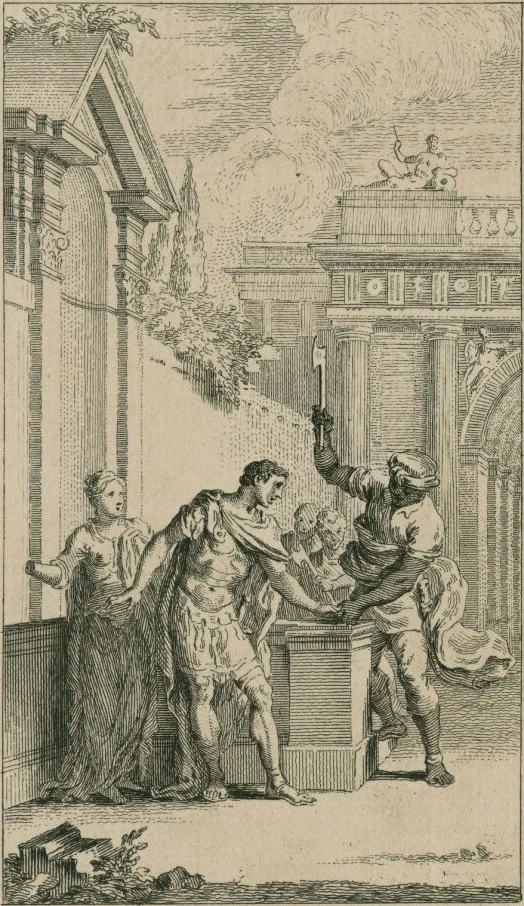
Acte III, scène 1, gravure sur cuivre par Hubert-François Gravelot (1740).

La pièce débute peu après la mort de l'empereur romain, dont les deux fils, Saturninus et Bassianus, se disputent la succession. Leur conflit menace de dégénérer violemment lorsqu'un tribun, Marcus Andronicus, annonce que le choix du peuple s'est porté sur Titus Andronicus, son propre frère et aussi frère de l'empereur, lequel va revenir sous peu à Rome après une campagne militaire de dix ans.
Titus arrive dans les cris de sa victoire contre les Goths, ramenant avec lui des prisonniers, dont la Reine des Goths, Tamora, les trois fils de celle-ci et l’amant secret de la reine, Aaron le Maure. Malgré les suppliques de Tamora, Titus sacrifie Alarbus, le fils aîné de la reine, aux dieux, afin de venger la mort à la guerre de ses propres fils. Folle de colère, Tamora et ses deux fils restants - Demetrius et Chiron - jurent de se venger de Titus et de sa famille. 
Pendant ce temps Titus décline la couronne, déclarant qu'il n'est pas apte à régner, mais qu’il soutient la candidature de Saturninus, qui est dûment acclamé. Saturninus déclare que sa première action en tant qu'empereur sera d'épouser la fille de Titus, Lavinia. 
Titus accepte, bien que Lavinia soit déjà fiancée à Bassianus, qui refuse de la laisser partir. Les fils de Titus lui disent que Bassianus est dans son droit, selon la loi romaine, mais Titus refuse de les écouter et les accuse tous d'être des traîtres. Une échauffourée éclate, au cours de laquelle Titus tue son propre fils Mutius. 
Saturninus dénonce alors la famille Andronicus pour leur effronterie et, au grand dam de Titus, épouse Tamora. Tamora met alors en route son plan de vengeance. Elle conseille à Saturninus de pardonner Bassianus et la famille Andronicus, ce qu'il fait à contrecœur.
Le lendemain, au cours d'une chasse royale, Aaron convainc Demetrius et Chiron d'assassiner Bassianus afin qu'ils puissent abuser de Lavinia. C'est ce qu'ils font, jetant le corps de Bassianus dans une fosse avant d'emmener Lavinia dans les profondeurs de la forêt et de la violer sauvagement. Afin de l'empêcher de dénoncer ses bourreaux, ils lui coupent la langue et les mains.
Pendant ce temps, Aaron fait accuser Martius et Quintus – deux des fils de Titus - pour le meurtre de Bassianus, par une fausse lettre. Horrifié par l'assassinat de son frère, Saturninus fait arrêter les deux fils de Titus et les condamne à mort.
Plus tard, Marcus découvre Lavinia et l'amène à son père. Titus, toujours sous le choc des accusations portées contre ses fils, est submergé de douleur à la vue du corps supplicié de Lavinia. Aaron lui rend alors visite et lui conte un mensonge selon lequel Saturninus épargnera Martius et Quintus si Titus, Marcus ou Lucius - le dernier fils de Titus - se coupent une main et l'envoient à l'empereur. Titus se fait couper une main par Aaron et l'envoie à l'empereur, mais un messager la lui retourne, avec les têtes de Martius et Quintus. 
Décidé à se venger de Saturninus, Titus ordonne à Lucius de fuir Rome et de lever une armée parmi ses anciens ennemis, les Goths. 
Plus tard, Lavinia trace les noms de ses agresseurs dans la poussière en utilisant un bâton tenu dans la bouche et entre ses moignons. 
Pendant ce temps Tamora accouche secrètement d'un enfant métis, dont Aaron est le père. Aaron tue l'infirmière et la sage-femme, puis fuit l'inévitable colère de Saturninus en emportant le nouveau-né. Aaron est capturé par l'armée de Lucius qui marche sur Rome. Lucius menaçant de pendre l'enfant, Aaron avoue le complot de Tamora. 
À Rome, le comportement de Titus fait penser qu'il est devenu fou. Croyant en sa folie, Tamora, Chiron et Demetrius vont le voir, respectivement déguisés en esprit de la Vengeance, du Meurtre et du Viol. Tamora affirme à Titus qu'elle lui accordera la vengeance sur tous ses ennemis s'il persuade Lucius de retarder son attaque imminente sur Rome. Titus accepte et envoie Marcus inviter Lucius à un banquet de réconciliation. La Vengeance offre alors d'inviter l'Empereur et Tamora et est sur le point de partir lorsque Titus insiste pour que le Meurtre et le Viol (Chiron et Demetrius) restent avec lui. Une fois Tamora partie, Titus les égorge et recueille leur sang dans un bassin tenu par Lavinia. Titus explique à Lavinia qu'il va « jouer au cuisinier » et réduit les os de Chiron et Demetrius en poudre et cuit leurs têtes.
Le lendemain, pendant le banquet en sa maison, Titus demande à Saturninus si un père doit tuer sa fille si elle s’est fait violer. Saturninus lui répondant qu’il le doit, Titus tue Lavinia, en racontant le viol à Saturninus. Lorsque l’empereur demande que lui soient amenés Chiron et Demetrius, Titus révèle qu’ils ont été cuits dans le gâteau que Tamora vient de manger. Titus tue alors Tamora, avant d’être tué par Saturninus, qui est ensuite tué par Lucius pour venger la mort de son père. 
Lucius est proclamé empereur. Il ordonne que Saturninus reçoive des funérailles d’État, que le corps de Tamora soit jeté aux bêtes sauvages hors de la ville et qu'Aaron soit à moitié enterré et meure de faim et de soif. Toutefois, jusqu’à la fin Aaron ne se repent pas, regrettant seulement de ne pas avoir fait plus de mal dans sa vie.

## Adaptations
- Titus Andronikus (1970) téléfilm finlandais réalisé par Jukka Sipilä.
- Anatomie Titus Fall of Rome, « commentaire théâtral » d'Heiner Müller, création à Bochum en 1984, dans une mise en scène de Matthias Langhoff.
- Titus Andronicus (1985), téléfilm réalisé par Jane Howell pour la BBC, avec Trevor Peacock et Eileen Atkins.
- Titus Andronicus : The Movie (1997), film réalisé par Lorn Richey.
- Titus Andronicus (1999) film réalisé par Christopher Dunne.
- Titus (1999), film réalisé par Julie Taymor, avec Anthony Hopkins et Jessica Lange.
- Titus Andronicus (2000) film réalisé par Richard Griffin.
- Viol, pièce de théâtre de Botho Strauss (Schändung, 2004) créée en France en 2005 dans une mise en scène de Luc Bondy aux Ateliers Berthier, avec Renaud Bécard, Gérard Desarthe, Christine Boisson, Marina Foïs.
- L'histoire lamentable de Titus, pièce de théâtre de Jean Asselin créée au Québec, Canada en 2006 au théâtre L'espace Libre, avec Denis Mercier, Sophie Faucher, Widemir Normil, Didier Lucien, Philippe Ducros, Isabelle Pastena.
- Titus Andronicus (2007) pièce de théâtre de Ninagawa Yukio créée au Japon, avec Kotaro Yoshida, Shun Oguri, Rei Asami.